# Mona Achache
Mona Achache (Parigi, 18 marzo 1981) è una regista, sceneggiatrice e attrice francese.

## Filmografia parziale

### Regista
Cinema
- Il riccio (Le Hérisson) (2009)
- Les gazelles (2014)
- Le donne e l'assassino (The Women and the Murderer) (2021)
- Coeurs vaillants (2021)
- Little Girl Blue (2023)

Televisione
- Bankable - film TV (2012)
- Accusé - serie TV, 3 episodi (2016)
- Marjorie - serie TV, 3 episodi (2015-2017)
- Balthazar - serie TV, 4 episodi (2019-2020)
- Morgane - Detective geniale (HPI) - serie TV, 5 episodi (2022-2024)

### Sceneggiatrice
Cinema
- Il riccio (Le Hérisson) (2009)
- Vitelloni allo sbaraglio (Les gamins) (2013) - partecipazione
- Les gazelles (2014)
- Coeurs vaillants (2021)
- Little Girl Blue (2023)

Televisione
- Bankable - film TV (2012)
- Accusé - serie TV, un episodio (2016)
- Marjorie - serie TV, 2 episodi (2017)

### Attrice
- Verso l'Eden (Eden à l'Ouest), regia di Costa-Gavras (2009)
- Dans la tourmente, regia di Christophe Ruggia (2011)